# Inked in Blood
Inked in Blood är det amerikanska death metal-bandet Obituarys nionde studioalbum, utgivet 2014 av skivbolaget 	Gibtown Music/Relapse Records.

## Låtlista
1. "Centuries of Lies" – 2:08
2. "Violent by Nature" – 4:34
3. "Pain Inside" – 4:36
4. "Visions in My Head" – 4:14
5. "Back on Top" – 4:31
6. "Violence" – 2:07
7. "Inked in Blood" – 4:13
8. "Deny You" – 4:49
9. "Within a Dying Breed" – 5:37
10. "Minds of the World" – 3:24
11. "Out of Blood" – 3:20
12. "Paralyzed with Fear" – 5:39

- Text: John Tardy
- Musik: Donald Tardy och Trevor Peres

## Medverkande
Musiker (Obituary-medlemmar)
- John Tardy – sång
- Trevor Peres – rytmgitarr
- Kenny Andrews – sologitarr
- Terry Butler – basgitarr
- Donald Tardy – trummor

Produktion
- Mark Prator – producent, ljudtekniker, ljudmix
- Brad Boatright – mastering
- Jacob Speis – omslagsdesign
- Andreas Marschall – omslagskonst